# Tinga-tunnel
De Tinga-tunnel is een voetgangers- en fietstunnel onder de Rijksweg 7 die de wijken Tinga en Lemmerweg-West met elkaar verbindt.
De tunnel, geopend in 1991, dient om fietsers en voetgangers de mogelijkheid te geven om veilig de Rijksweg 7 in Sneek te passeren. De tunnel ligt onder de A7 nabij afslag Tinga/Lemmerweg-West.

## Verbouwing
In 2011 is de tunnel enkele maanden gesloten geweest vanwege de aanleg van Dúvelsrak, de laatste van de twee houten bruggen. De bruggen zijn echter veel te steil voor wandelaars en fietsers, waardoor enkele gewonden vielen bij ongevallen. Hierop is ook de tunnelbuis van de Tinga-tunnel verlegd. Hierbij moest de uitloop van de tunnel aan de zijde van de Lemmerweg-West worden verlengd.
In de nabijheid van de tunnel bevindt zich de Tolhús-tunnel en de Lemmerwegtunel.